# Таранда, Николай Иванович
Николай Иванович Таранда (бел. Мікалай Іванавіч Таранда; род. 15 августа 1947, д. Большое Подлесье, Ляховичский район, Брестская область, Белорусская ССР) — белорусский живописец и график, член Союза художников СССР с 1989 г., Белорусского союза художников. Живёт и работает в городе Барани.

## Биография
С 1965 по 1970 год учился на художественно-графическом факультете Витебского государственного педагогического института имени С. М. Кирова (учителем живописи был белорусский художник Олег Орлов).
С 1970 по 1994 год работал на заводе «Красный Октябрь» города Орши: руководил студией изобразительного искусства Дворца культуры, занимал должность начальника бюро промышленной эстетики. Принимал активное участие в разработке и создании музея истории завода. В 1984—1985 годах участвовал в разработке и создании памятника жителям города Барани, которые погибли во время Великой Отечественной войны.
И во время учёбы в институте, и после его окончания Николай Таранда много времени уделял самообразованию, работе в мастерской и на пленэре. В творческих поездках (в том числе с учителем Олегом Орловым) в Литву, по Купаловским местам, в Крым, Владимир и Суздаль художник совершенствовал собственный стиль в живописи. Поездки в дом творчества «Сенеж» (в 1977 и 1983 гг.) помогли реализовать талант графика, освоить новые техники.
Первая персональная выставка состоялась в 1973 г. в Орше. Принят в Союз художников СССР в 1989 г.
С 1994 г. Николай Иванович Таранда полностью посвящает себя творчеству. Персональные и коллективные выставки художника проходят во Дворце искусств, Национальном центре современных искусств, Костеле св. Симеона и Елены (Минск), в выставочных залах Витебска, Полоцка, Орши, в Вязьме и Смоленске.
Участие в международных пленэрах живописи в городе Перник (Болгария) в 1999 и 2004 гг. вдохновило художника на создание серий формальных работ.
Николай Таранда — постоянный участник республиканских и международных пленэров и мастер-классов, соорганизатор международного арт-проекта «Коллегиум» в Оршанской городской художественной галерее В. А. Громыко. С 2010 г. на постоянной основе сотрудничает с творческим объединением «Традиция» Белорусского союза художников.

## Творчество
Работы художника Николая Таранды находятся в Национальном художественном музее Республики Беларусь, Национальном центре современных искусств (Минск), Государственном литературном музее Янки Купалы, Художественной галерее Дворца искусств города Перник (Болгария), Смоленском государственном институте искусств (Россия), Витебском областном краеведческом музее, Оршанской городской художественной галерее В. А. Громыко, Оршанском музее истории и культуры города, Художественной галерее Полоцка, в частных коллекциях в Беларуси, Болгарии, Германии, Латвии, Литвы, Польши, России, США.

## Основные выставки
- 1973: Персональная выставка живописи и графики. Дворец культуры завода «Красный Октябрь», Орша.
- 1974: Республиканская художественная выставка «Беларусь социалистическая», г. Минск
- 1977:
  - Республиканская художественная отчетная выставка членов Союза художников и молодёжного объединения Союза художников за пятилетку, г. Минск.
  - Всесоюзная художественная выставка «Страна родная», г. Минск
- 1978: Персональная выставка живописи и графики. Дворец культуры завода «Красный Октябрь», Орша.
- 1984:Всесоюзная художественная выставка «Земля и люди», г. Москва
- 1988: Персональная выставка живописи и графики. Выставочный зал музея «Красный Октябрь», Орша.
- 1989: Республиканская выставка кандидатов в члены Союза художников СССР, г. Минск
- 1990: Персональная выставка живописи и графики. Городской выставочный зал, Орша.
- 1992:
  - Персональная выставка живописи и графики. Городской выставочный зал, Орша.
  - Республиканская весенняя выставка произведений белорусских художников, г. Минск
- 1997
  - Персональная выставка, посвященная 50-летию со дня рождения. Дворец искусств, Минск.
  - Персональная юбилейная выставка. Зал областной организации Союза художников Беларуси, Витебск.
  - Персональная юбилейная выставка. Городской выставочный зал, Орша.
  - Международная выставка произведений живописи. Дворец искусств, Минск.
- 1999
  - Выставка участников международного пленэра живописи в Перник (Болгария). Музей современного искусства, Перник.
  - Выставка витебских художников. Выставочный зал смоленской организации Союза художников России, Смоленск.
- 2000: Выставка участников международного пленэра живописи в Глубокое Витебской области. Дворец искусств, Минск.
- 2001: Персональная выставка. Городской выставочный зал, Орша.
- 2002
  - Выставка участников республиканского пленэра живописи в городе Логойске Минской области. Дворец искусств, Минск.
  - Персональная выставка. Витебский областной краеведческий музей (Ратуша), Витебск.
- 2003
  - Персональная выставка. Художественная галерея, Полоцк.
  - Персональная выставка. Городской выставочный зал, Орша.
- 2004: Выставка участников международного пленэра живописи, Перник (Болгария); Музей современного искусства, Перник.
- 2005: Выставка участников республиканского пленэра, посвященного 75-летию со дня рождения Владимира Короткевича, в д. Девино Оршанского района. Костел св. Симеона и Елены, Минск; Центр современного искусства, Витебск; Музей В. Короткевича, Орша; Городской выставочный зал, Новополоцк.
- 2006: Выставка участников республиканского пленэра, посвященного народному поэту Беларуси Рыгору Барадулину, в г. п. Ушачи Витебской области. Городской выставочный зал, Новополоцк; Центр современного искусства, Витебск.
- 2007
  - Персональная выставка, посвященная 60-летию со дня рождения. Музей В. Короткевича, Орша.
  - Персональная юбилейная выставка. Дворец искусств, Минск.
  - Персональная юбилейная выставка. Витебский областной краеведческий музей (Ратуша), Витебск.
- 2008
  - Выставка участников республиканского пленэра живописи, посвященного Василю Быкову (д. Бычки). Витебск, Минск, Полоцк, Орша.
  - Выставка участников международного пленэра живописи в Вязьме (Россия). Вязьма, Смоленск, Орша.
- 2009
  - Соорганизатор и участник Международного выставочного проекта «Коллегиум-1». Оршанская городская художественная галерея В. А. Громыко.
  - Выставка участников республиканского пленэра «Потомки Михала Подолинского». Оршанская городская художественная галерея В. А. Громыко; Дворец искусств, Минск.
  - Выставка участников республиканского пленэра живописи памяти Язэпа Дроздовича. Минск, Витебск, Полоцк, Орша.
  - Выставка участников международного пленэра живописи, посвященного Отечественной войне 1812 года. Вязьма (Россия).
- 2010
  - Соорганизатор и участник Международного выставочного проекта «Коллегиум-2». Оршанская городская художественная галерея В. А. Громыко.
  - Выставка участников республиканского пленэра живописи памяти Эмилии Плятер (Браслав). Полоцк, Витебск.
- 2011
  - Персональная выставка живописи к 40-летию творческой деятельности, Оршанская городская художественная галерея В. А. Громыко.
  - Персональная выставка. Витебский художественный музей.
- 2012
  - Соорганизатор и участник Международного выставочного проекта «Коллегиум-3». Оршанская городская художественная галерея В. А. Громыко.
  - Персональная выставка живописи, посвященная 65-летию со дня рождения. Оршанская городская художественная галерея В. А. Громыко.
  - Персональная выставка живописи. Витебский художественный музей.
- 2013
  - Соорганизатор и участник Международного выставочного проекта «Коллегиум-4». Оршанская городская художественная галерея В. А. Громыко.
  - Выставка творческого объединения «Традиция». Галерея М. А. Савицкого, Минск.
  - Республиканская художественная выставка, посвященная XXI съезду Белорусского союза художников. Минск.
- 2014
  - Соорганизатор и участник Международного выставочного проекта «Коллегиум-5». Оршанская городская художественная галерея В. А. Громыко.
  - Республиканская выставка «Традиция и современность». Минск.
- 2015
  - Соорганизатор и участник Международного выставочного проекта «Коллегиум-6». Оршанская городская художественная галерея В. А. Громыко.
  - Выставка участников международного пленэра живописи «Исторические места Смоленска». Смоленск (Россия).
  - Персональная выставка графики «Из далёких 1970-х». Витебский художественный музей.
- 2016
  - III Всероссийская художественная выставка «Наука и космос на службе мира», посвященная 55-летию первого полета человека в космос. Смоленск (Россия).
  - Выставка творческого объединения «Традиция» «Наш современник». Дворец искусств, Минск.
  - Соорганизатор и участник Международного выставочного проекта «Коллегиум-7». Оршанская городская художественная галерея В. А. Громыко.
- 2017
  - Персональная выставка «Симфония жизни», посвященная 70-летию белорусского живописца и графика Николая Таранды. Национальный художественный музей Республики Беларусь, Минск.

## Живопись
- 1970 г., Мать (дипломная работа), холст, масло
- 1972 г., Атрибуты художника, двп, масло
- 1972 г., Подготовка к празднику, двп, масло
- 1978.г., Первый снег, двп, масло
- 1986 г., Вечер, холст, масло
- 1986 г., Жасмин, двп, масло
- 1986 г., Цветы Беларуси, холст, масло
- 1987 г., Пробуждение, холст, масло
- 1998 г., Весенний день, двп, масло
- 1999 г., из серии Болгария, Болгарское утро, двп, масло
- 1999 г., из серии Болгария, Гармония, двп, масло
- 1999 г., из серии Болгария, Осенние Рударцы, двп, масло
- 2000 г., из серии Болгария, Болгарские дали, двп, темпера
- 2002 г., Дыхание весны, двп, масло
- 2004 г., Крещенское утро, двп, масло
- 2004 г., Крик души, двп, масло
- 2004 г., Мелодия лета, двп, масло
- 2004 г., Музыка ночи, двп, масло
- 2004 г., Поздняя осень, двп, масло
- 2005 г., Ночь перед Рождеством, двп, масло
- 2005.г., Красавица осень, двп, масло
- 2005 г., Осенний звон, двп, масло
- 2006.г., Вдохновение, двп, масло
- 2008 г., Весенний дождь, холст, масло
- 2008 г., Зима на Заречной улице, холст, масло
- 2008 г., Ледоход, двп, масло
- 2008 г., Половодье, двп, масло
- 2008.г., Счастье без рая, двп, масло
- 2009 г., из серии Вязьма, Троицкий собор, двп, масло
- 2009 г., Ильинка, двп, масло
- 2009 г., Старожилы, холст, масло
- 2010 г., Былое величие, двп, масло
- 2010 г., Весна пришла, двп, масло
- 2010.г., День догорает, двп, масло
- 2010 г., Подсолнухи, двп, масло
- 2010 г., Последний луч, двп, масло
- 2012 г., Есенинский мотив, двп, масло
- 2012 г., Лето пришло, двп, масло
- 2012 г., Ненастье, двп, масло
- 2012 г., Первый снег, двп, масло
- 2012 г., Первый снег, двп, масло
- 2012 г., Рождение планеты, холст, масло
- 2012 г., Светает, двп, масло
- 2012 г., Цветение трав, двп, масло
- 2013 г., Белый город, двп, масло
- 2013 г., Весна в час разлива, двп, масло
- 2013 г., из серии Словакия, В горах Карпатии, двп, масло
- 2013 г., из серии Словакия, В горах Словакии, двп, масло
- 2013 г., из серии Вильнюс, Окраины Вильнюса, двп, масло
- 2013 г., Лето пришло, двп, масло
- 2013 г., Маковое поле, двп, масло
- 2013 г., Лето в Карпатии, двп, масло
- 2014 г., Завтра будет новый день, двп, масло
- 2014 г., из серии Смоленск, Хранители истории, двп, масло
- 2014 г., Ноктюрн, двп, масло
- 2014 г., Ночная улочка, двп, масло
- 2014 г., Последний луч, двп, масло
- 2014 г., Пробуждение, двп, масло
- 2014 г., Радоница, двп, масло
- 2014 г., Разговор, двп, масло
- 2014 г., Реквием, двп, масло
- 2014 г., Рождественское утро, двп, масло
- 2015 г., Космос, холст, масло
- 2015 г., Майский день, двп, масло
- 2015 г., Портрет художника В. И. Ляшенко, холст, масло
- 2016 г., из серии Барань, Адров, холст, масло
- 2016 г., из серии Барань, Адровка на закате дня, холст, масло
- 2016 г., из серии Барань, Снова взошла луна, холст, масло
- 2016 г., Красавица осень, холст, масло
- 2016 г., Майская сюита, холст, масло
- 2016 г., Март, холст, масло
- 2016 г., Под музыку Вивальди. Вечереет, двп, масло
- 2016 г., Последняя весна, холст, масло
- 2016 г., Приднепровская земля, двп, масло
- 2017 г., Ирисы, холст, масло
- 2017 г., Касіў Ясь канюшыну… Памяти В. Мулявина, двп, масло
- 2017 г., Лунная соната, двп, масло
- 2017 г., Мотив старого ночного города, двп, масло
- 2017 г., Музыкальный мотив. Купалінка. Памяти В. Мулявина, двп, масло
- 2017 г., Музыкальный мотив. Чырвоная ружа. Памяти В. Мулявина, двп, масло
- 2017 г., Серенада зимы, холст, масло

## Графика
- 1969 г., Портрет жены, бумага, карандаш
- 1973 г., Оршанщина, линогравюра
- 1974 г., Адровка 1, линогравюра
- 1975 г., Давид-Городок, линогравюра
- 1975 г., Полесская осень, линогравюра
- 1975 г., Заводской район, линогравюра
- 1977 г., из серии Сенежское озеро, Лунная ночь, акватинта
- 1977 г., из серии Сенежское озеро, Осень, офорт
- 1977 г., Монтаж цеха, офорт
- 1977 г., Ритм стройки, офорт
- 1977 г., из серии Сенежское озеро, Зима, акватинта
- 1978 г., Строительство моста через Днепр, офорт
- 1983 г., из серии Сестры, Преемственность, офорт
- 1983 г., из серии Сестры, Вечер, офорт
- 1983 г., из серии Сестры, Хозяйка фермы, офорт
- 1983 г., из серии Сестры, У своего порога, офорт
- 1988 г., У моря, б. к., 44х40
- 1988 г., Автопортрет, б. к., 47х34
- 1989 г., из серии Крым, Окрестности Алушты, офорт
- 1989 г., из серии Крым, Новожиловка, офорт, 40х62
- 1990 г., из серии Оршанщина, Лето, бумага, карандаш
- 1989 г., из серии Крым, Окрестности Бахчисарая, бумага, карандаш
- 1989 г., из серии Крым, У моря, бумага, карандаш